# Presidente de Palau

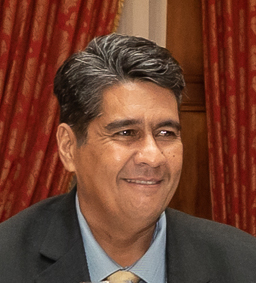
Imagem do presidente de Palau

O presidente do Palau é o chefe de estado e de governo da República do Palau. O cargo foi criado em 1981, quando o Palau se tornou uma república em associação livre com os Estados Unidos. Atualmente, o Presidente do Palau, é o estadunidense Surangel Whipps Jr..